# Лесковиця-при-Шмартнем
Лесковиця-при-Шмартнем (словен. Leskovica pri Šmartnem) — поселення в общині Шмартно-при-Літії, Осреднєсловенський регіон, Словенія. 
Висота над рівнем моря: 518 м.